# Oak Point (Washington)
Oak Point az Amerikai Egyesült Államok északnyugati részén, Washington állam Cowlitz megyéjében elhelyezkedő önkormányzat nélküli település.
A település nevét a George Vancouver és csapata által felfedezett tölgyfákról kapta.

## Fordítás
- Ez a szócikk részben vagy egészben  az   Oak Point, Washington című angol Wikipédia-szócikk ezen változatának fordításán alapul.  Az eredeti cikk szerkesztőit annak laptörténete sorolja fel. Ez a jelzés csupán a megfogalmazás eredetét és a szerzői jogokat jelzi, nem szolgál a cikkben szereplő információk forrásmegjelöléseként.